# Anse-à-Veau (huyện)

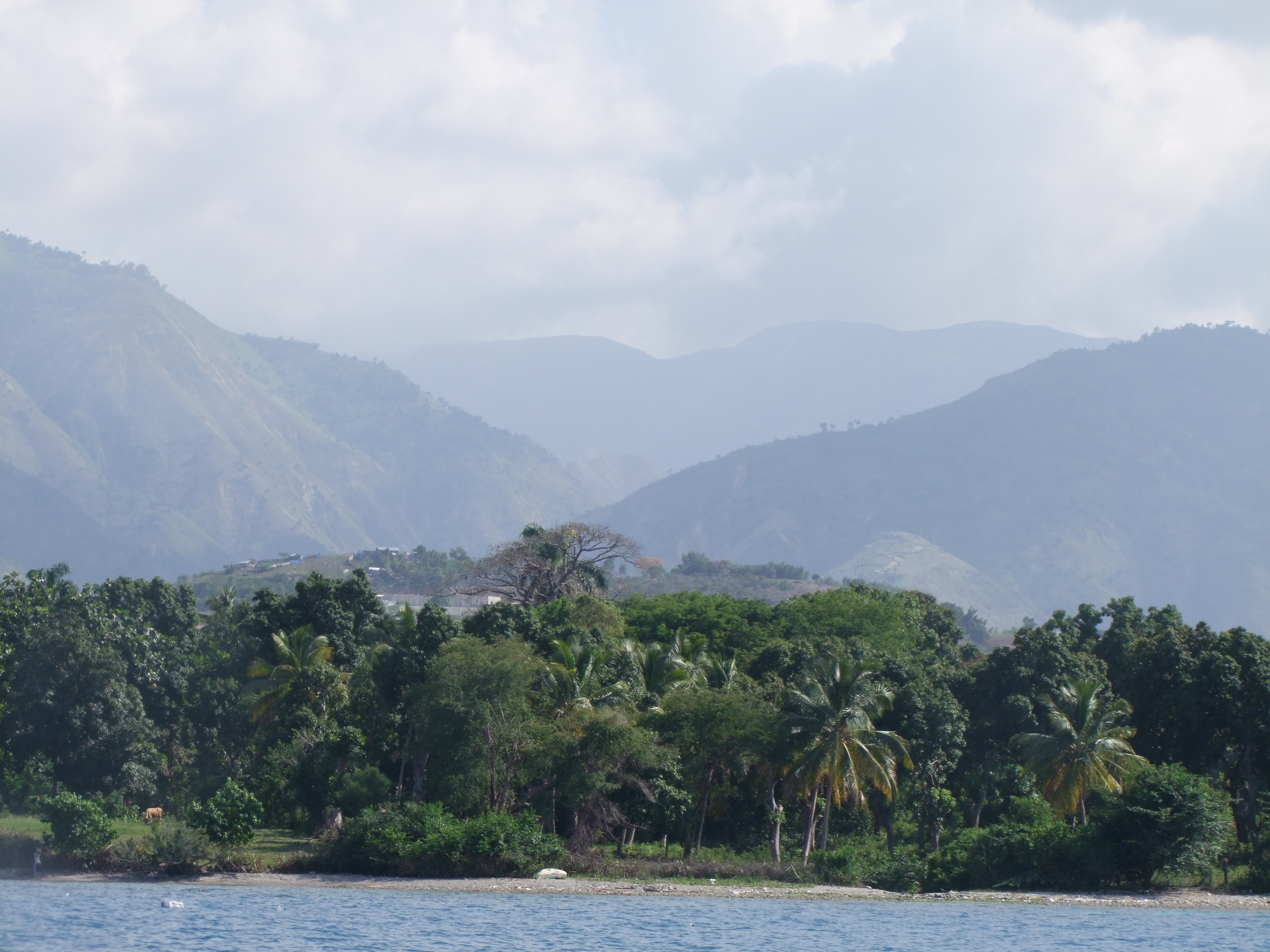
Küste bei Anse-à-Veau

Anse-à-Veau (Creole: Ansavo) là một huyện ở tỉnh Nippes của Haiti.
Dân số là 153.210 người.
Mã số bưu chính ở huyện Anse-à-Veau bắt đầu với con số 75.
Huyện này bao gồm các đô thị sau:
- Anse-à-Veau
- Arnaud
- L'Asile
- Petit-Trou-de-Nippes
- Plaisance-du-Sud